# نویندایش
نویندایش (به آلمانی: Neuendeich) یک شهر در آلمان است که در Pinneberg واقع شده‌است. نویندایش ۵۳۳ نفر جمعیت دارد.